# An der Börse 1

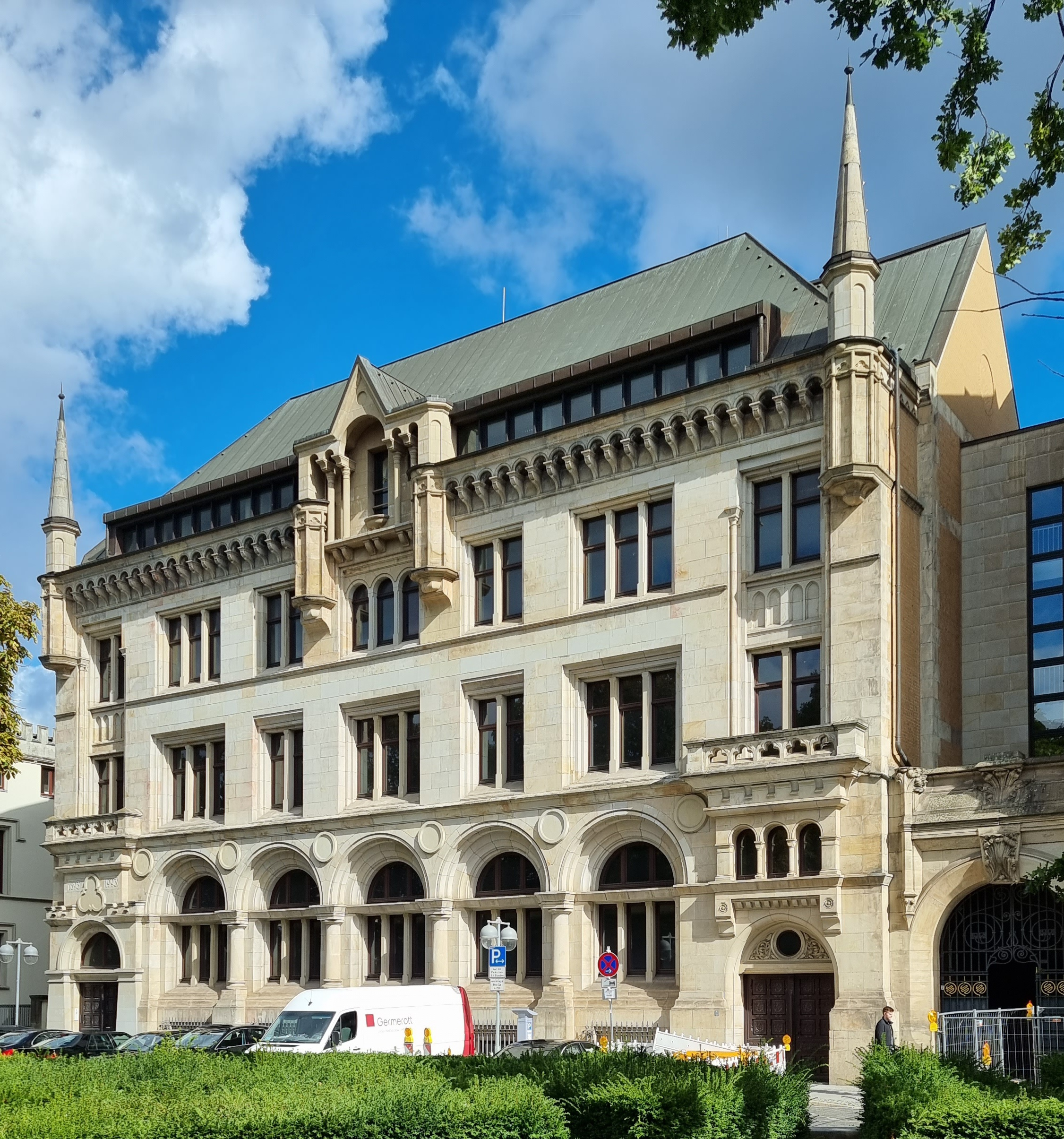
Fassade des ehemaligen Versicherungsbaus mit Ausrichtung zum Opernplatz

Das Haus An der Börse 1 in Hannover, zuvor unter der Adresse Rathenaustraße 1 verortet, ist ein im letzten Jahrzehnt des 19. Jahrhunderts errichteter, heute denkmalgeschützter „Monumentalbau“ der ehemaligen Deutschen Militärdienstversicherungsanstalt. Das reich dekorierte Bauwerk steht in Verbindung mit dem Haus Landschaftstraße 2a und wurde später von den Concordia-Versicherungen genutzt. Seit einer Entkernung und Erneuerung in den 1990er Jahren dienen die Gebäude als Erweiterungsflächen der Deutschen Bank mit ihrem Hauptsitz im Eckgebäude der Hannoverschen Bank am Georgsplatz 20.

## Geschichte und Beschreibung
Für den von 1892 bis 1894 errichteten Verwaltungsbau lieferte der seinerzeit in Hamburg tätige Conrad-Wilhelm-Hase-Schüler Wilhelm Hauers die Baupläne für einen Doppel-T-förmigen Monumentalbau zwischen der Rathenaustraße und der Landschaftsstraße. Die Ausführung übernahm er gemeinsam mit dem Architekten Georg Hägemann, der die neuromanische Schauseite in der Landschaftsstraße mit gelben Verblend-Ziegeln verkleidete, während die Fassade zum Opernplatz von Hauers in neugotischen Formen gestaltet wurde. in Sandstein
Während der Luftangriffe auf Hannover im Zweiten Weltkrieg kam das Bauwerk durch Fliegerbomben zu Schaden. In der Nachkriegszeit wurde die vormals vielgestaltiger ausformulierte Dachzone vereinfacht wiederhergestellt.
Anfang der 1990er Jahre wurde das Innere bis 1993 entkernt und für Zwecke der Deutschen Bank nach Plänen des Architekten Klaus Kafka erneuert.